# Central Tower (San Francisco)
Central Tower (anteriormente llamado The Call Building y Spreckles Building) es un rascacielos de oficinas situado en la ciudad de San Francisco, en el estado de California (Estados Unidos). Mide 91 metros de altura y tiene 21 pisos. Se encuentra en las calles Market y Third . Ha sido renovado varias veces desde su finalización en 1898.

## Historia
En 1890, M. H. de Young, propietario del San Francisco Chronicle, construyó el primer rascacielos de San Francisco, el Chronicle Building de 66 m, para albergar su periódico. En respuesta, John D. Spreckels y su padre Claus Spreckels compraron el San Francisco Call en 1895 y encargaron una torre propia que empequeñecería al Chronicle Building.
El edificio finalmente alcanzó los 96 m de altura con una cúpula barroca ornamentada, que albergaba las oficinas de Reid & Reid, los arquitectos del edificio, y cuatro cúpulas en las esquinas cuando la construcción terminó en 1898. Era el edificio más alto al oeste del río Misisipi durante muchos años. La estructura sufrió graves quemaduras y daños por el terremoto de San Francisco de 1906, aunque el edificio no se derrumbó.
Después del incendio, The Call reabrió sus oficinas en una nueva ubicación, The Montgomery, y el antiguo edificio Call se conoció como el Edificio Spreckels. En 1938, Albert Roller renovó por completo la Torre Central. La altura del edificio se redujo a 91 m y el número de pisos se incrementó de 15 a 21; la ornamentada cúpula y las cúpulas de la parte superior del edificio fueron removidas.

## Galería

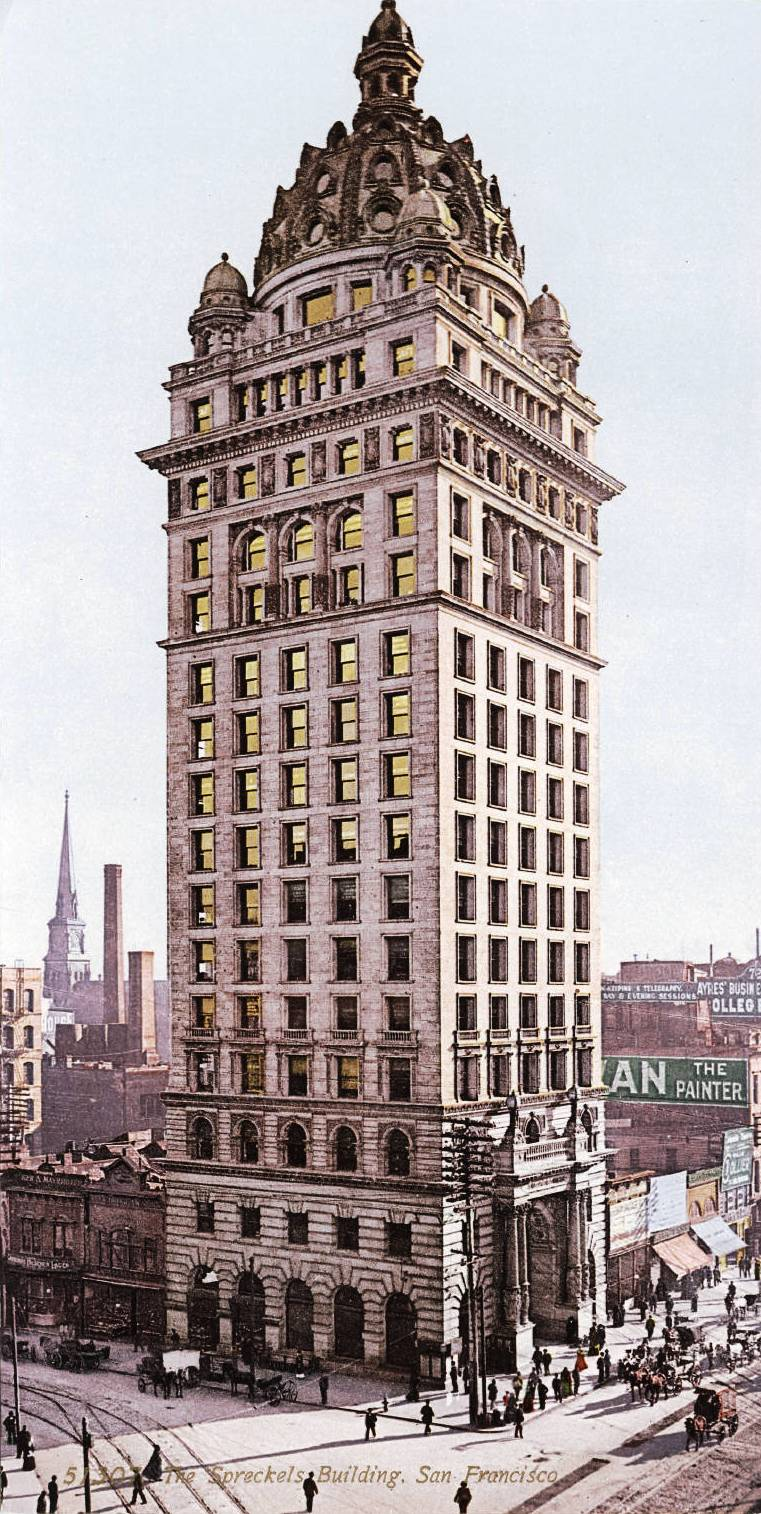
The Call, hacia 1900
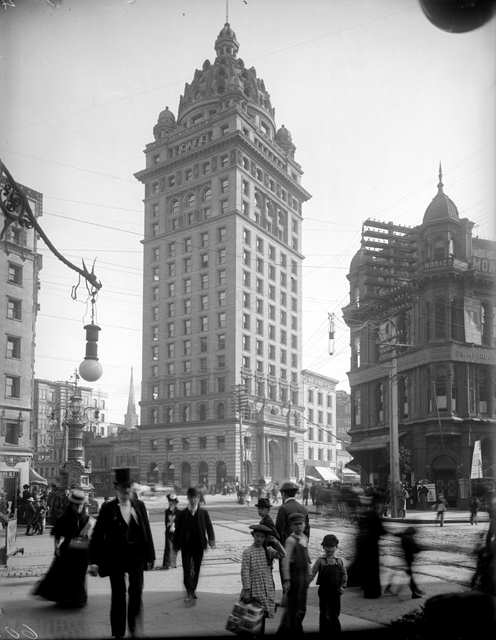
The Call desde Kearny Street, 1905
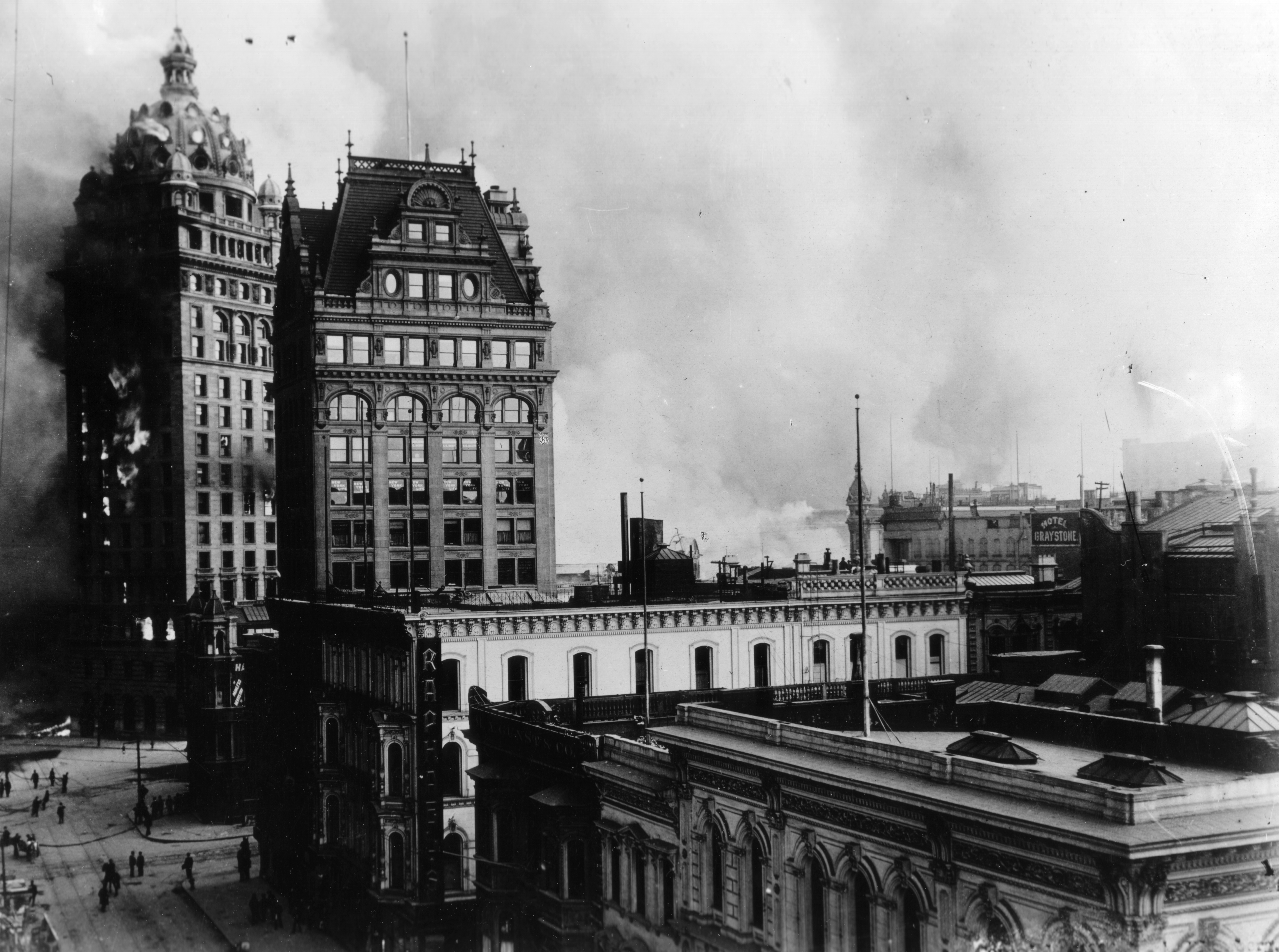
En llamas después del terremoto de 1906
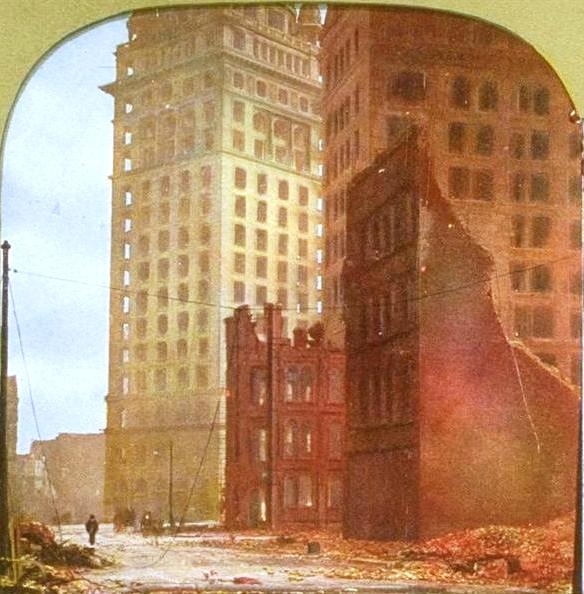
Consecuencias del incendio